# Det Danske Filminstitut
Det Danske Filminstitut (DFI) er en statslig institution under Kulturministeriet. Instituttet blev oprettet i 1972, hvor det afløste Filmfonden, med det formål at administrere statsstøtten til danske film. Det Danske Filminstitut har til huse i Filmhuset, der er en bygning på Gothersgade 55 i København. Bygningen rummer også bl.a. Cinemateket, Bibliotek, Videotek, Film-X samt Restaurant SULT. Huset blev indviet i 1996, hvor det første offentlige arrangement var festivalen Animani 96. I 2014 åbnede streamingtjenesten Filmcentralen med kortfilm og dokumentarfilm.

## Formål
I 1997 blev instituttet sammenlagt med Statens Filmcentral og Det Danske Filmmuseum (under det fælles navn Det Danske Filminstitut) og har nu ifølge filmloven til formål at fremme filmkunst, filmkultur og biografkultur i Danmark. Dette omfatter blandt andet følgende opgaver:
- At yde økonomisk støtte til manuskriptudarbejdelse, udvikling, produktion, lancering og forevisning af danske film og at sikre distribution af danske film.
- At udbrede kendskabet til danske og udenlandske film i Danmark og at fremme salget af og kendskabet til danske film i udlandet.
- At sikre bevarelsen af film og dokumentationsmateriale om film, at indsamle film- og tv-litteratur, at forske og at gøre samlingerne tilgængelige for offentligheden.
- At sørge for et bredt udbud af publikumsrettede aktiviteter om film.
- At sikre en løbende dialog med filmbranchen og væsentlige brugergrupper om Filminstituttets virksomhed.
- At fremme professionelt eksperimenterende filmkunst og talentudvikling gennem drift af værksteder.
- At sikre produktion af oplysende film bl.a. til undervisningsbrug.

## Ledelse
Bestyrelsen består pr. 15. maj 2017 af:
- Anders Kronborg (formand)
- Lennart Lajboschitz (næstformand)
- Søren Friis Møller
- Mette Hjort
- Karsten Ohrt
- Peter Zinck
- Birgit Granhøj

Administrerende direktør er Claus Ladegaard.

## Organisation
DFI er opdelt i følgende afdelinger og områder:
Filmstøtte
- Fiktion
- Dokumentar
- International
- Støtte & Vejledning
- Spil
- New Danish Screen

Filmhus
- Cinematek
- Arkiver & Digitalisering
- Børn & Unge

Stabsfunktion
- Kommunikation
- Administration
- IT & AV

### Arkiver og Digitalisering
Arkiver og Digitalisering har til opgave at sikre driften af arkiverne af analoge og digitale samlinger, disse omfatter billed- og plakatarkivet, udklipsarkivet, særsamlingerne (bl.a. Asta Nielsen, Carl Th. Dreyer og Nordisk film) samt filmarkivet i Glostrup og nitratarkivet i St. Dyrehave. Pligtaflevering af film og filmens afledte materialer varetages af afdelingen, der udover bevaring har til opgave at digitalisere, tilgængeliggøre og formidle film.

## Filmcentralen
Filmcentralen er Det Danske Filminstituts streamingtjeneste med kortfilm og dokumentarfilm.
Filmcentralen åbnede 10. april 2014 og indeholder både nye film og ældre, digitaliserede titler. Der er både børnefilm og voksenfilm. Filmene er primært dansk producerede eller koproducerede, og desuden ligger der et mindre antal udenlandske indkøb. Filmcentralen har to sektioner: 'Filmcentralen / For Alle' og 'Filmcentralen / Undervisning'.
De film, der ligger på 'Filmcentralen/For Alle', er frit tilgængelige og kan ses online. Der er også information om filmene, baggrundsartikler, temasamlinger og anbefalinger. 'Filmcentralen/For Alle' fungerer desuden som en filmdatabase med oplysninger om, hvor man kan se en række andre kortfilm og dokumentarfilm, fx på bibliotekernes streamingsite 'Filmstriben.dk'.
'Filmcentralen/'Undervisning' henvender sig til landets grundskoler og gymnasier. Det er nødvendigt med abonnement for at se filmene i undervisningssektionen. På 'Filmcentralen / Undervisning' er der desuden undervisningsmaterialer og et digitalt filmleksikon, som er frit tilgængeligt.